# جيرد أتشيليس
جيرد أتشيليس (بالألمانية: Gerd Achgelis)‏ (16 يوليو 1908 – 18 مايو 1991) طيارًا ألمانيًا وطيارًا اختبارًيا ورائدًا في تطوير المروحيات.

## سيرة شخصية
ولد في Golzwarden في أولدنبورغ، وبعد التدريب المهني ككهربائي، بدأ العمل كطيار في عام 1928. في عام 1930 طار مقلوبًا لمدة ساعة فوق لندن، وفي عام 1931 كان بطل ألمانيا البهلوانية. تطير فوك وولف فو 44، احتلت Achgelis المركز الثالث في بطولة 1934 الهوائية العالمية في باريس، وكانت الخامسة في 1936 في برلين. 
توفي Achgelis في منزله في هود في عام 1991.